# Google Notebook
Google Notebook era un servizio gratuito offerto da Google che forniva un modo semplice per conservare ed organizzare delle piccole "clip" di pagine web. Il suo sviluppo è cessato nel gennaio 2009 ed è stato definitivamente chiuso nel luglio 2012.